# Jokke Sommer
Jokke Sommer (né le 6 juin 1986 à Oslo, Norvège) est un professionnel de parachutisme, de BASE jump et de vol en wingsuit. 

## Jeunesse
Jokke Sommer commence le saut en parachute en 2007. Après avoir vendu ses motocross pour réunir l'argent nécessaire à sa formation, il effectue un stage de parachutisme aux États-Unis où il effectue plus de 200 sauts en moins de deux mois.

## L'effet Youtube
Revenu en Norvège, Jokke Sommer commence le BASE jump en 2008. Il poste sa première vidéo intitulée Wingsuit Base in Romsdalen, Norway où il saute depuis de gigantesques falaises en Norvège. Cette vidéo est vue par plus de 10 000 personnes, et bon nombre d'internautes sont impressionnés par la progression très rapide de l'athlète.

## Vidéos

### Dream Lines
En 2010, Jokke Sommer lance un film intitulé Dream Lines - Part I où il rase les montagnes et falaises à travers le monde. C'est une révélation pour l'athlète. Le succès est immédiat. De nombreux sponsors lui font confiance dont GoPro et RedBull. Il sort quatre épisodes de cette série dont Dream Lines - Part III qui atteint plus de 10 millions de vues sur YouTube et Dream Lines - Part IV qui dépasse rapidement le million de vues à travers le monde. Dans cette dernière, un teaser a préalablement été lancé le 14 décembre 2012, montrant les lignes que Jokke Sommer et son cameraman Ludovic Woerth ont survolé durant l'année 2012.

### The Perfect Flight
En 2013, Jokke Sommer apparait dans une série de vidéos sous le nom de The Perfect Flight – littéralement “Le Vol Parfait” – produite par Epic TV dans lesquelles il effectue des sauts avec Ludovic Woerth, surnommé « Videoman » – qui se tuera lors d’un saut en mars 2014 – qui filme le vol grâce à une caméra attachée sur son casque – et Espen Fadnes. On y voit les trois hommes débattre sur les choix pendant leur préparation des sauts : de la recherche des trajectoires aux randonnées pour accéder aux exit points, les points de saut. On découvre que les conditions météo et surtout le vent influent sur leur décision de sauter ou non.
Dans le premier épisode, ils se rendent à Rio au Brésil et volent en passant près de la statue du Christ Rédempteur. Dans le second épisode, les trois hommes se lancent le défi de passer sous le pont de l’aiguille du midi dans les Alpes en sautant d'un hélicoptère. Ils volent ensuite entre les montagnes de Tianmen en Chine, où Espen Fadnes manque d'entrer en collision avec une bulle de téléphérique. Ils sautent du Piton des Neiges dans les montagnes de l'île de La Réunion dans le quatrième épisode.